# Матвіїв Курган
Матвіїв Курган — селище сільського типу в Матвієво-Курганському районі, Ростовська область, Росія.
Адміністративний центр Матвієво-Курганського району й Матвієво-Курганського сільського поселення.

## Географія
Селище Матвіїв Курган розташований на лівому березі річки Міус.
Відстань до Таганрога — 45 км, до Ростова-на-Дону — 100 км.

## Походження назви
За переказами Матвієм звали отамана розбійників, що промишляли в тутешніх місцях, грабували мандруючих купців. Він був убитий і похований на схилі кургану на березі річки Міус. Нині на цьому місці розташована Матвієво-Курганська центральна районна лікарня та житлова забудова.

## Історія
Матвіїв Курган — місце, пов'язане зі «Словом о полку Ігоревім...». На схід від селища в 1185 році відбулася попередня (відволікаюча) битва князя Ігоря з половцями, під час його походу, де він був полонений кочівниками, які застосували «грецький вогонь».
Тут був зимівник запорозького козацтва Яланецької паланки.
Після скасування Запорозької Січі у 1780 році село було засноване військовим отаманом Олексієм Івановичем Іловайським. Спочатку входило до складу Азовської губернії. У 1786 році ці землі були виділені до складу війська Донського. Селяни, які проживають у цих краях, вважалися вільними і мали право переходу від одного поміщика до іншого, що сприяло інтенсивному заселенню і освоєнню цих місць. Однак, 12 грудня 1796 року Павло і видав указ, згідно з яким всі селяни зазнавали закріпачення, що послужило причиною численних заворушень і бунтів надалі. Так, одне з найбільших хвилювань на Дону відбулося навесні 1851 року.
На 1801 рік у слободі було 23 двору.
У 1820 році земля Війська Донського була поділена на 7 округів, Матвіїв-Курган був віднесений до Міуського округу. Він був центром Матвієво-Курганської волості.

У 1858-1862 роках була збудована дерев'яна церква на честь святого Миколи Чудотворця. У 1867 році тут відкрито на земські кошти однокласне сільське училище, пізніше — церковно-парафіяльне училище.

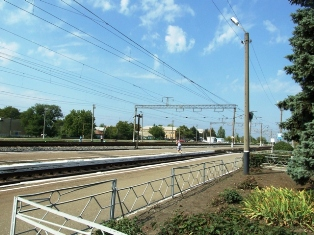
Вокзальна площа селища Матвіїв Курган

23 грудня 1869 року відбулося відкриття руху Курсько-Харківсько-Азовської залізниці на дистанції «Харків—Слов'янськ—Таганрог» (перший поїзд від селища до Таганрога пройшов ще раніше, 25 липня того ж року), що послужило стимулом до розвитку торгівлі з населеними пунктами округи і збуту продукції: в основному, це була сільськогосподарська продукція, що спрямовувалася до Таганрогу.
За переписом 1872 року було 138 дворів з 682 жителями. З них хліборобів — 644, торговців — 9, ремісників — 13, інших — 16.
1 лютого 1882 року на станції Матвіїв-Курган відкрита пошта.
У 1887 році Матвієво-Курганська волость входить до складу Таганрізького округу.
У 1893 році було розпочато будівництво черепичного заводу. До 1914 року в селищі були борошномельний млин, маслоробний цех, дві парові, водяний млин, цегельний завод. У селищі розвивається ремісницьке виробництво.
У січні 1918 року в районі Матвієва Кургана проходили запеклі бої добровольчих та радянських загонів. 23 січня 1918 року Матвієв-Курган був взятий радянськими військами під командуванням Рудольфа Сіверса. У квітні того ж року в результаті укладеного Берестейського миру територію округу зайняли німецькі війська, разом з якими тут на нетривалий час утвердилася влада Української держави.
У квітні 1920 року Матвіїв Курган став центром підрайону № 4, у який входили шість волостей. У 1923 році утворено Матвієво-Курганський район. 1924 року Матвіїв Курган передано РРФСР, попри те, що українці у місті та районі в цілому становили абсолютну більшість.
Селище було окуповане німецькими військами з 17 жовтня 1941 року по 17 лютого 1943 року. 8 березня 1942 року три морських бригади вели кровопролитні бої з німцями за висоти біля райцентру. Втрати становили понад п'ятдесят відсотків особового складу. 30 серпня 1943 року звільнено весь район.

## Економіка

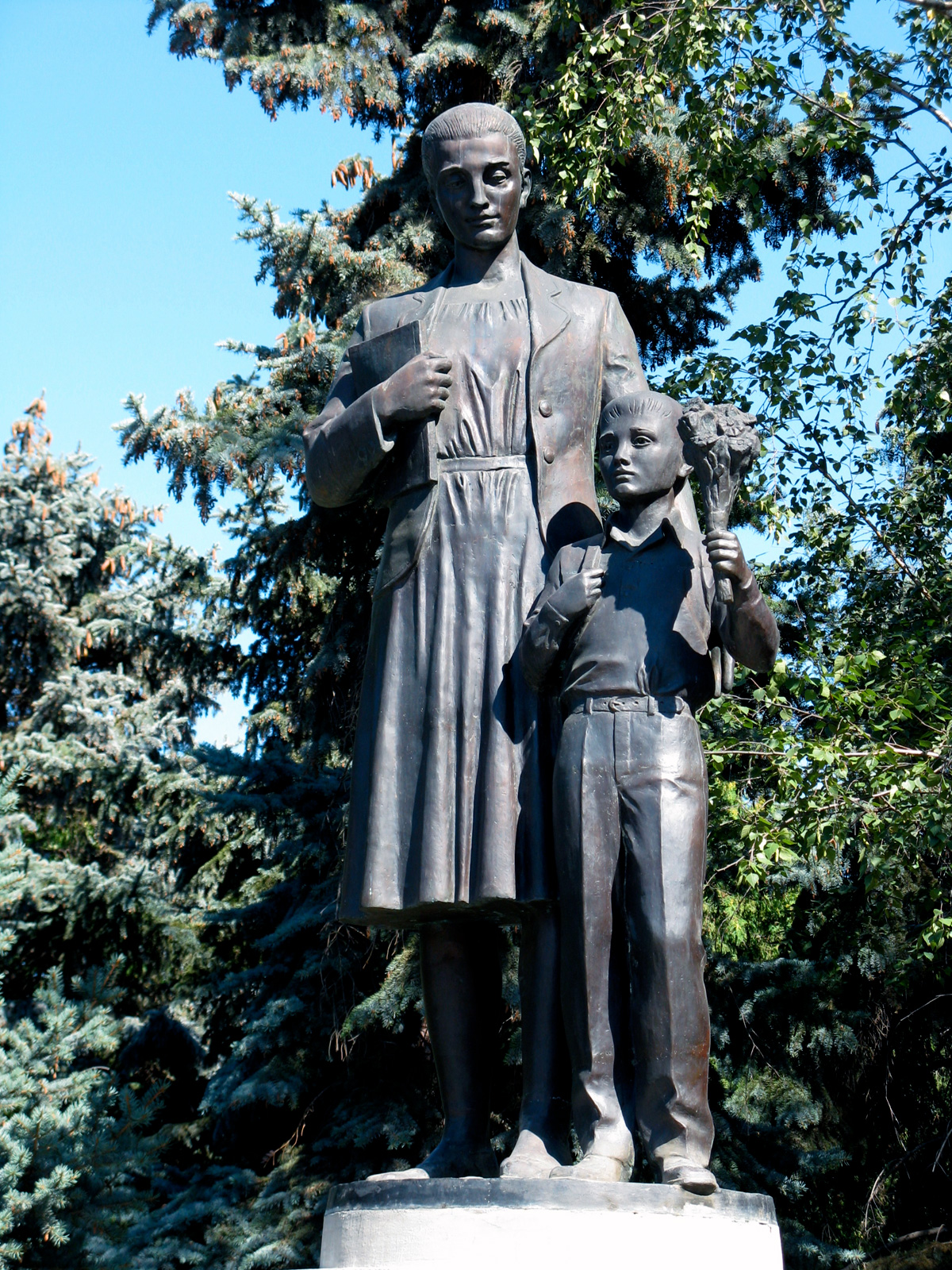
Пам'ятник «Першій вчительці»

###### Підприємства
- ТОВ "РКЗ-Тавр" ОСП "Тавр-Матвіїв Курган"
- ЗАТ Райхарчкомбінат «Матвієво-Курганський»
- ТОВ «Хлібозавод Райст»
- ВАТ «Раймолпром Матвієво-Курганський»
- ТОВ «Матвієво-Курганський Комбінат будівельних матеріалів»
- ВАТ «Матвієво-Курганське ремонтно-технічне підприємство»

###### Сільське господарство
- ТОВ «Таганрогсортсемовоч» (реалізація насіння)
- ТОВ «Октябр» (вирощування зернових культур)

## Транспорт

###### Залізничний транспорт
Залізнична станція Матвіїв Курган на лінії Таганрог — Успенська Північно-Кавказької залізниці.

###### Автомобільний транспорт
У селищі розташований зупинний пункт «Матвієво-Курганський» ПАТ «Донавтовокзал», через який здійснюється автобусне сполучення з містами Ростовом-на-Дону, Таганрогом і іншими населеними пунктами Ростовської області, а також з населеними пунктами окупованих районів Донецької області (Донецьк, Іловайськ тощо).

## Соціальна галузь
В селищі є: центральна районна лікарня, будинок культури, краєзнавчий музей, три загальноосвітні, одна вечірня, одна корекційна, одна спортивна школа, школа мистецтв, центр додаткової освіти дітей, професійно-технічне училище, навчально-курсовий комбінат, філія Ростовського автодорожнього коледжу. Діє 5 дитячих дошкільних закладів.

## Археологія
У кар'єрі поблизу Матвієва Кургана виявлено розщеплені кремені разом із залишками типового хапровського фауністичного комплексу: Mastodon arvernensis, Hipparion sp., Archidiskodon meridionalis, Struthio та інші. Під час існування хапровського (верхньо-віллафранкського) комплексу на півдні Руської рівнини були савани з м'яким теплим кліматом.